# 臺北州立臺北第二高等女學校
台北州立台北第二高等女學校（たいほくしゅうりつたいほくだいにこうとうじょがっこう）是台灣日治時代台北州台北市的高等女學校，位在台北市幸町（現 立法院本部）。簡稱第二高女、台北第二高女。

## 簡史
- 大正8年（1919年）4月1日，創立公立高等女學校（勅令第六八號）
  - 5月1日，於台北高等小學校（現 福星國小）舉行入學式
  - 9月20日，移轉至竣工之校舍
- 大正10年（1921年）4月27日，改稱台北州立台北第二高等女學校（勅令第一二九號）
- 昭和元年（1926年），校舍增築落成
- 昭和3年（1926年），禮堂兼室內運動場落成
- 昭和9年（1934年），游泳池落成、校舍增築落成
- 昭和12年（1937年），三層樓校舍落成
- 昭和20年（1945年），戰後廢校

## 歷任校長
- 山崎熊次（大正8年，1898年）
- 八木沼源八（大正12年，1923年）
- 鈴木讓三郎（大正13年，1924年）
- 室田有（昭和5年，1930年）
- 石井權三（昭和12年，1937年）[1]

## 關連項目
- 台灣教育令